# Rainer Scharinger
Rainer Scharinger (* 4. März 1967 in Karlsruhe) ist ein ehemaliger deutscher Fußballspieler und heutiger Fußballtrainer.

## Werdegang

### Spielerlaufbahn
Scharinger, der der Jugend des TSV Spessart entstammt, wechselte 1987 als 20-Jähriger vom ASV Durlach, für den er seit 1986 spielte, zum Karlsruher SC. Er spielte für die Amateurmannschaft des KSC in der Verbandsliga Baden und nach dem Aufstieg 1989 in der Oberliga Baden-Württemberg. Im Mai 1989, gab er sein Debüt in der Bundesliga. Da Scharinger unter Trainer Winfried Schäfer zu keinen weiteren Einsätzen in der Profimannschaft kam, verließ er den Verein 1993. Nach jeweils zwei Jahren beim VfR Mannheim und dem 1. FC Pforzheim kehrte er 1997 nach Karlsruhe zurück. Hier spielte er zunächst erneut nur in der zweiten Mannschaft des Bundesligisten, in der Rückrunde der Saison 1998/99 – der KSC war inzwischen in die 2. Bundesliga abgestiegen – konnte sich Scharinger in die erste Mannschaft spielen. Als Tabellenfünfter der 2. Bundesliga wurde der Aufstieg nur knapp verpasst. 
Scharinger wechselte jedoch zur Saison 1999/2000 zum SSV Ulm 1846, die überraschend den dritten Platz belegt hatten und damit in die Bundesliga aufgestiegen waren. Hier wurde er auf Anhieb zum Stammspieler, konnte den Abstieg nach nur einer Saison jedoch nicht verhindern. In der zweiten Liga blieb er zunächst bei dem Klub, verließ diesen aber, als nach dem Lizenzentzug der Absturz in die Verbandsliga Württemberg feststand. 
Scharinger heuerte daraufhin bei den Stuttgarter Kickers in der Regionalliga Süd an, die er jedoch zu Beginn der zweiten Saison in Richtung SV Sandhausen verließ. Bereits während seiner aktiven Laufbahn übernahm Scharinger das Traineramt des SV Sandhausen. Hier wurde er am 18. Oktober 2002 Spielertrainer, was er bis zum 16. September 2003 blieb. Seit dem 9. November 2003 betreute er, ebenfalls als Spielertrainer bis zum Ende der Saison 2005/2006 den Bahlinger SC. Daneben erwarb er 2005 den Trainerschein.

### Trainerkarriere
Von Juli 2006 bis Mai 2009 war Scharinger als Assistenztrainer von Ralf Rangnick beim Bundesligisten TSG 1899 Hoffenheim tätig. Ab Juli 2007 trainierte er dort zusätzlich die U-23-Mannschaft der TSG 1899 Hoffenheim, die in der Oberliga Baden-Württemberg spielte. 
Am 6. Mai 2009 wurde Scharinger vier Spieltage vor Saisonende Cheftrainer des abstiegsbedrohten Drittligisten VfR Aalen. Der VfR stieg dennoch als Vorletzter in die Regionalliga ab, und zahlreiche Spieler verließen daraufhin den Verein; Scharinger hatte sich aber schon bei seinem Amtsantritt für den Fall eines Abstiegs zu einem Neuaufbau bereiterklärt und betreute den VfR auch in der Regionalliga-Saison 2009/10 als Trainer. Aus dem alten Kader übernahm er dabei mit Mario Hohn, Andreas Hofmann und Robert Lechleiter nur drei Spieler; für den Rest der Mannschaft verpflichtete er überwiegend junge Spieler aus unteren Ligen, von denen er einige auch schon in Hoffenheim betreut hatte. Das neue Team hatte einen Altersdurchschnitt von rund 23 Jahren. Mit elf Punkten Vorsprung auf die Zweitvertretung des 1. FC Nürnberg und einem Torverhältnis von 51:19 führte er den Verein zum direkten Wiederaufstieg; zudem qualifizierte sich die Mannschaft für den DFB-Pokal 2010/11, da sie sich im Endspiel um den WFV-Pokal gegen den FV Illertissen mit einem 4:1-Sieg durchsetzte. 
Zu Beginn der Drittliga-Saison wurde das Saisonziel „Platz 17“ (Klassenerhalt) ausgegeben und insgesamt 15 Neuzugänge, erneut zumeist aus unteren Ligen, verpflichtet. Der Großteil von ihnen erwies sich jedoch nicht als die gewünschte Verstärkung; die Mannschaft überwinterte zwar – trotz einer zwischenzeitlichen Hochphase – nach zuletzt vier Niederlagen in Folge mit einem Punkt Vorsprung auf die Abstiegsränge auf dem 16. Tabellenplatz, dennoch gab der VfR am 27. Dezember 2010 die Trennung von Scharinger bekannt. 
Nachdem bereits während Scharingers Amtszeit beim VfR mehrmals Gerüchte über einen Wechsel zum Zweitligisten Karlsruher SC aufgekommen waren, für den er schon als Spieler aktiv gewesen war, übernahm Scharinger am 2. März 2011 das Traineramt beim Karlsruher SC als Nachfolger von Uwe Rapolder mit dem Ziel, den Abstieg in die Dritte Liga zu verhindern – was ihm schließlich auch gelang. Zur neuen Saison vollzog er einen Umbruch des Kaders. Nach zunächst gutem Start in die Saison folgte aber eine Negativserie mit zehn sieglosen Ligaspielen in Folge, weshalb Scharinger am 31. Oktober 2011, einen Tag nach dem 13. Spieltag (nach der 5:1-Niederlage gegen Dynamo Dresden) beim KSC entlassen wurde. Der Verein stand zu diesem Zeitpunkt mit 13:29 Toren und neun Punkten auf dem 17. Tabellenplatz.
Ab 1. Juli 2012 war Rainer Scharinger Trainer des österreichischen Zweitligisten SCR Altach, mit dem er den Aufstieg in die Bundesliga erreichen sollte. Nach einem halben Jahr wurde er Anfang Januar 2013 noch während der Winterpause wieder beurlaubt; die Mannschaft hatte bereits 15 Punkte Rückstand auf den ersten Tabellenplatz, den Aufstiegsrang.
Im Mai 2021 kehrte Scharinger, mittlerweile als Verbandssportlehrer beim Badischen Fußballverband tätig, als Nachfolger von Walter Thomae bis zum Ende der Spielzeit 2020/21 als Trainer des Südwest-Regionalligisten SG Sonnenhof Großaspach auf die Trainerbank im Ligabetrieb zurück.